# إريك يوهانسون (لاعب كرة قدم)
إريك يوهانسون (بالسويدية: Erik Johansson)‏ (18 مايو 1976 بالسويد - ) هو لاعب كرة قدم سويدي في مركز الوسط. لعب مع نادي أورغريته ونادي مالمو ونادي هاماربي لكرة القدم وHammarby IF ‏.

## وصلات خارجية
- إريك يوهانسون على موقع قاعدة بيانات كرة القدم.إي يو (الإنجليزية)
- إريك يوهانسون على موقع عالم كرة القدم.نت (الإنجليزية)